# Убийство Соломона Михоэлса
Убийство Соломона Михоэлса было совершено 12 января 1948 года в Минске. Всемирно известный театральный режиссёр и еврейский общественный деятель Соломон Михоэлс был убит по прямому приказу Сталина сотрудниками Министерства государственной безопасности СССР. Убийство было замаскировано под несчастный случай — гибель в автокатастрофе. Вместе с Михоэлсом был также убит театровед и агент МГБ Владимир Голубов, участвовавший в похищении Михоэлса. Обстоятельства совершения преступления стали известны после смерти Сталина в 1953 году, однако уголовное дело не возбуждалось и наказания участники убийства не понесли.

## Предыстория
Зная об усиливающемся антисемитизме Сталина и его ненависти к родственникам покончившей с собой жены Надежды Аллилуевой, министр государственной безопасности Виктор Абакумов сфальсифицировал сионистский заговор, якобы направленный против самого Сталина и его семьи. С конца 1946 года он регулярно направлял Сталину информацию о контактах его дочери Светланы и её мужа Григория Морозова с Исааком Гольдштейном, якобы подосланным к ним «еврейским националистом» Михоэлсом с целью сбора личной информации о Сталине по заданию американской разведки.
С Михоэлсом Гольдштейн был знаком через своего друга Захара Гринберга, члена Еврейского антифашистского комитета, который возглавлял Михоэлс. Михоэлс действительно обсуждал с Гольдштейном его контакты с дочерью Сталина и её мужем, поскольку рассчитывал через родственников информировать Сталина о проблемах в положении евреев в СССР.
10 декабря 1947 года после доклада Абакумова Сталину была арестована сестра Надежды Евгения Аллилуева. Затем были арестованы другие родственники Аллилуевых и их знакомые. 16 декабря от Евгении были получены показания против Гольдштейна, и 19 декабря он был арестован.
23 декабря Абакумов присутствовал на встрече со Сталиным в Кремле Молотова, Маленкова, Берии, Жданова, Кузнецова, Вознесенского, Косыгина, министра внутренних дел Круглова и министра финансов Зверева. Историк Геннадий Костырченко полагает, что на эту встречу Абакумов принёс выбитое у Гольдштейна признание в заговоре.
27 декабря был арестован Гринберг. Далее с помощью систематических избиений следователи МГБ добились от Гольдштейна и Гринберга оговора Михоэлса. 9 января 1948 года протоколы допросов были представлены Сталину.

## Решение Сталина
27 декабря 1947 года Сталин провёл вечером секретную встречу с Абакумовым и его заместителем генерал-лейтенантом Огольцовым. Эта встреча, в отличие от других встреч Сталина с министром, проходила без посторонних и продолжалась дольше обычного — с 20:20 до 21:35. Впоследствии Абакумов и Огольцов дали показания, что во время этой беседы Сталин поручил им убийство Михоэлса и распорядился об инсценировке автокатастрофы. Узнав от Абакумова о предстоящей поездке Михоэлса в Минск, Сталин 6 января 1948 года подтвердил по телефону указание убить Михоэлса и инсценировать смерть в автокатастрофе. Косвенно содержание этого разговора подтвердила дочь Сталина Светлана Аллилуева.
Костырченко отмечает также, что в ночь убийства состоялось заседание Политбюро. Он считает, что Сталин ознакомил участников совещания с информацией об убийстве, представив его как акт государственного возмездия, поскольку ещё 10 января начальник личной канцелярии Сталина Поскрёбышев разослал членам и кандидатам в члены Политбюро подготовленные Абакумовым протоколы допросов, содержащие обвинения Михоэлса в шпионаже.

## Подготовка операции
Огольцов рассказывал впоследствии министру госбезопасности Белоруссии Цанаве, что вначале Михоэлса предполагалось убить в Москве, но он редко оставался один, и этот план был отвергнут.
Писатель Александр Борщаговский и историк Жорес Медведев полагают, что выбор Минска как места проведения операции был сделан в МГБ, и именно поэтому театровед и негласный агент МГБ Владимир Голубов уговорил Михоэлса ехать в Минск вместо Ленинграда. Однако с ними не согласен Геннадий Костырченко, так как в материалах расследования убийства, проведённого Берией в марте 1953 года, эта версия опровергается. Согласно этим материалам, решение о проведении убийства именно в Минске принималось после того, как стало известно о предстоящей поездке Михоэлса.
План и состав участников операции были согласованы со Сталиным. Руководителем был назначен генерал Огольцов. Участниками операции кроме Огольцова были:
- начальник отдела «2-З» (отдела, курировавшего использование в оперативных целях учреждений, связанных с иностранцами) 2-го Главного управления МГБ СССР Фёдор Шубняков[13];
- два сотрудника возглавлявшегося генералом Павлом Судоплатовым диверсионного отдела «ДР» МГБ СССР полковник Василий Лебедев и старший лейтенант Борис Круглов;
- секретарь Огольцова майор Александр Косырев;
- майор МГБ Белоруссии Николай Повзун.

Шубняков, Лебедев, Круглов и Косырев вместе с Огольцовым выехали из Москвы на машине 8 января. Повзун был прикомандированным к группе сотрудником Белорусского МГБ.
Заручившись подтверждением приказа Сталина, Абакумов накануне выезда в Минск провёл инструктаж участников операции, позвонил в Минск Цанаве и сообщил, что МГБ Белоруссии предстоит выполнить важное решение правительства и личное указание Сталина.
Прибыв в Минск и не заезжая в республиканское МГБ, группа московских оперативников разместилась на даче Цанавы. Первые 3 дня Лебедев, Круглов и Шубняков наблюдали за Михоэлсом и отрабатывали варианты будущего убийства.
Выяснилось, как писал впоследствии Шубняков, что «Михоэлса всегда окружала большая группа местной интеллигенции, он часто пользовался автомашиной Совмина Белоруссии, и его сопровождали работники аппарата Комитета по делам искусств». Поэтому было решено устроить незаметное похищение артиста, используя влияние Голубова-Потапова. Для этого Шубняков встретился с агентом и поручил ему уговорить Михоэлса посетить некоего вымышленного личного друга, проживающего в Минске.

## Ход событий
2 января 1948 года Михоэлс получил командировочное удостоверение, а 7 января выехал из Москвы в Минск поездом вместе с Голубовым-Потаповым. Им предстояло побывать на спектаклях минских театров, выдвинутых на соискание Сталинской премии. Спектаклей было два: опера Евгения Тикоцкого «Алеся» с Ларисой Александровской в главной партии и «Константин Заслонов» Аркадия Мовзона в Белорусском драматическом театре им. Янки Купалы с Борисом Платоновым в главной роли. Просмотры этих постановок были назначены на 10 и 11 января.
В Минске 8 января Михоэлс и Голубов в сопровождении секретаря парторганизации Комитета по делам искусств СССР Иллариона Барашко, приехавшего в Минск тем же поездом, прибыли в гостиницу «Беларусь», где в честь Михоэлса был в тот же вечер дан банкет, устроенный администрацией драматического театра.
9 января, согласно отчёту Цанавы в Москву, посланному наутро после убийства, Михоэлс и Голубов смотрели в театре постановку «Тевье-молочник», а затем «с участниками постановки до 4 часов утра пьянствовали в ресторане „Заря“».
Далее Цанава пишет:

10 января — банкет у артиста драмтеатра Глебова. 11 января днем обед у Сокола М. Б. Вечером после оперы «Алеся» в первом часу ночи ужинал у Арончик и Чайгорской. 12 января днем Михоэлс и Голубов с Гайдариным и Залесским был в ресторане «Заря» и в 5 часов дня ушёл в гостиницу «Беларусь».

12 января вечером в присутствии режиссёра Виктора Головчинера в номере раздался телефонный звонок. Голубов снял трубку и, поговорив, сказал, что звонит его однокашник по институту и приглашает на свадьбу — обязательно вместе с Михоэлсом.
Примерно в 20 часов Михоэлс и Голубов вышли из гостиницы и отправились на вымышленное торжество к «инженеру Сергееву». Примерно в 21 час они подошли к машине, за рулём которой сидел Круглов. В машине находился Шубняков, который представился Сергеевым. Михоэлс и его спутник сели в машину, после чего их отвезли на дачу Цанавы в Степянке.
Примерно в 22 часа Шубняков доложил Огольцову о прибытии. Тот созвонился с Абакумовым, а Абакумов — со Сталиным. Санкция на ликвидацию была получена.
Конкретные детали убийства в разных источниках описываются по-разному. Шубняков писал, что для создания впечатления, что Михоэлс и Голубов попали под колёса, будучи пьяными, их заставили выпить по стакану водки. В записке Цанавы от 13 января 1948 года утверждается: «В желудке в пище у Михоэлса алкоголь не обнаружен. У Голубова весьма слабый запах алкоголя». В показаниях следствию написано, что они были раздавлены грузовиком на даче Цанавы. Шубняков рассказывал корреспонденту журнала «Коммерсантъ-Власть», что жертвы были убиты ударами дубинки по голове.
Затем тела отвезли в Минск и бросили на одной из улиц недалеко от гостиницы, инсценировав попадание под колёса грузовика. Непосредственными исполнителями убийства, по словам Огольцова, были Лебедев, Круглов и Шубняков.

## Расследование в Минске
Тела были обнаружены в 7 часов 10 минут 13 января на дороге около строящейся трамвайной линии, ведущей с улицы Свердлова на улицу Гарбарная (ныне Ульяновская). Тела были быстро опознаны, поскольку документы погибших находились в карманах их одежды.
14 января министр внутренних дел СССР генерал-полковник Сергей Круглов доложил Сталину, что смерть погибших наступила в результате наезда автомашины. Оперативники МВД БССР обнаружили, что раздавившая Михоэлса и Голубова-Потапова машина находится в гараже МГБ. Однако при попытке министра внутренних дел БССР генерал-полковника Сергея Бельченко дать ход этим материалам Цанава предупредил его о возможных неприятностях, а Круглов рекомендовал не проявлять активности в расследовании.
Материалы следствия в архиве Белорусского КГБ занимают несколько томов, было опрошено огромное количество людей, разных подозреваемых задерживали, допрашивали, затем отпускали. Как пишет белорусский историк Эммануил Иоффе, при ознакомлении с документами создаётся «впечатление деятельных, активных поисков — но безрезультатных». Следствие велось бывшим заместителем начальника ГУ РКМ И. В. Бодуновым и под непосредственным контролем начальника республиканской милиции С. Д. Красненко.
В 1953 году некий Иванов, находящийся в местах заключения, утверждал в заявлении, что в январе 1948 года был свидетелем того, как из белой легковой машины поздно вечером выбросили в глухом месте города Минска тела двух человек. Иванов утверждал, что узнал одного из приехавших — участкового милиционера лейтенанта Курочкина. Он утверждал, что понял, кто это были, лишь спустя несколько лет и решил рассказать об этом.

## Официальная версия
11 февраля результаты расследования были представлены заместителю министра внутренних дел СССР Ивану Серову:

Судебно-медицинским исследованием трупов, производившимся 13 января главным судебно-медицинским экспертом Министерства здравоохранения БССР Прилуцким и экспертами — врачами Наумович и Карелиной, установлено, что смерть Михоэлса и Голубова-Потапова последовала в результате наезда на них тяжёлой грузовой автомашины. У покойных оказались переломанными все рёбра с разрывом тканей лёгких, у Михоэлса — перелом позвонка, у Голубова-Потапова — тазовых костей. Все причинённые повреждения являлись прижизненными. Судя по наступлению и развитию трупных явлений, смерть их наступила за 15—16 часов до момента исследования трупов, то есть примерно в 20 часов 12 января, вскоре после выхода из гостиницы. Состояние пищи в желудке подтвердило тот факт, что пища эта была принята за два часа до смерти, и состав пищи соответствовал той, которая подавалась им в ресторане. Никаких данных о том, что Михоэлс и Голубов-Потапов погибли не от случайного на них наезда, а от каких-либо других причин, расследованием не добыто.
Эта же версия — случайная смерть от наезда грузовика — была обнародована для общественности. Костырченко полагает, что несовпадение времени смерти в показаниях Цанавы (22 часа) и выводах экспертов можно объяснить как результат случайной ошибки либо намеренной подтасовки экспертов, либо забывчивостью свидетеля. Дальнейшая отработка версий, с кем намерены были встретиться Голубов и Михоэлс в вечер гибели (то есть поиск несуществующего «инженера Сергеева»), была поручена МГБ СССР — и затем без огласки прекращена.
14 января о смерти Михоэлса было объявлено по радио, а в «Правде» было опубликовано краткое сообщение от имени ГОСЕТ. На следующий день власти опубликовали в ряде газет некролог, в котором Михоэлс был назван «крупным общественным деятелем, посвятившим свою жизнь служению советскому народу». При этом, правда, никто из высших партийных и государственных деятелей некролог не подписал. Были организованы пышные похороны, выпущены сборники его памяти. Московскому государственному еврейскому театру было присвоено имя Михоэлса.
Тем не менее в обществе ходили слухи о том, что смерть Михоэлса не была случайной автокатастрофой. Так, Айзик Платнер говорил, что минские евреи считают гибель Михоэлса официально организованным убийством с целью «снять голову у еврейской общественности».
Впоследствии во время расследования «Дела Еврейского антифашистского комитета» в материалах следствия и на закрытом суде Михоэлс упоминался как один из участников заговора «еврейских националистов», а во время так называемого «Дела врачей» в 5-ю годовщину его смерти 13 января 1953 года в передовице «Правды» это было объявлено публично. Имя Михоэлса было снято с театра в 1949 году. Посмертная клевета сопровождалась указанием об изъятии из библиотек его книг. Клевета была опровергнута в той же «Правде» 6 апреля 1953 года после смерти Сталина и прекращения «Дела врачей».

## Награждение участников убийства

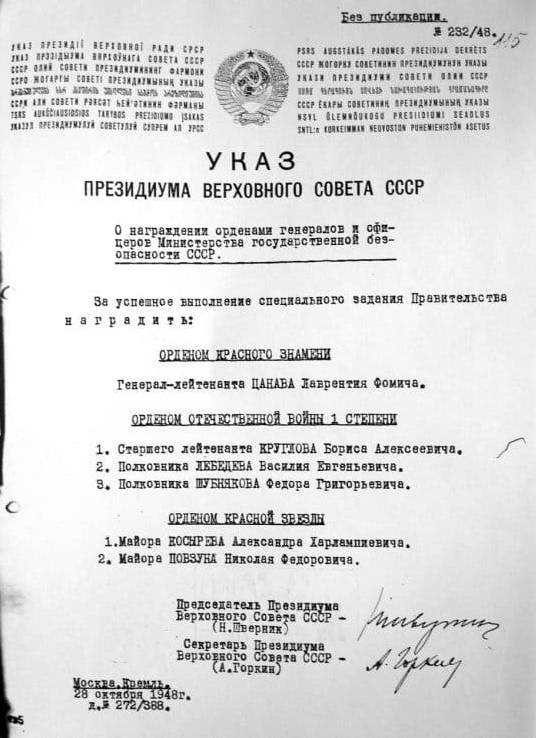
Указ о награждении исполнителей «специального задания правительства»

Организаторы и исполнители убийства Михоэлса были награждены государственными орденами. 28 октября 1948 года был принят секретный указ Президиума Верховного Совета СССР, по которому «за успешное выполнение специального задания правительства» участники убийства получили: генерал-лейтенант Цанава — Орден Красного Знамени, полковники Шубняков, Лебедев и старший лейтенант Круглов — боевые ордена Отечественной войны 1-й степени, майоры Косырев и Повзун — ордена Красной Звезды. Орден не получил лишь генерал Огольцов, ему вручали в тот же день другую награду по иному поводу.

## Раскрытие убийства
Во время чистки в МВД в ноябре 1951 года Шубняков был арестован. После выхода на свободу 18 марта 1953 года он написал рапорт об убийстве Михоэлса на имя Лаврентия Берии, ставшего после смерти Сталина главой объединённого МВД-МГБ.
2 апреля Берия направил в Президиум ЦК КПСС секретную докладную записку «О привлечении к уголовной ответственности лиц, виновных в убийстве С. М. Михоэлса и В. И. Голубова». Записка была адресована Георгию Маленкову, который председательствовал на заседаниях Президиума. В записке содержалась информация о проверке материалов «Дела врачей», которая выявила фальсификацию обвинений в адрес Михоэлса. Арестованный ранее Абакумов на допросе сообщил, что убийство Михоэлса проводилось по прямому указанию Сталина и осуществлялось Цанавой, Огольцовым и Шубняковым. Огольцов и Цанава подтвердили показания Абакумова.
Участники убийства были лишены полученных за него наград. Огольцов был арестован 3 апреля, а Цанава 4 апреля 1953 года. Абакумов был расстрелян 19 декабря 1954 года вне связи с данным делом. Цанава умер в тюрьме в декабре 1955 года, а Огольцова выпустили после ареста Берии. Уголовное дело против участников убийства не возбуждалось, и суда над ними не было.
К 15-й годовщине события (1963) сведения об убийстве Михоэлса были впервые преданы гласности в советской печати: в газете «Советская Литва» в статье о Михоэлсе говорилось, что «он был убит подлой кликой Берия — теми, кто расчётливо и безжалостно растаптывал материальную и духовную культуру народа». Несмотря на то, что это была единственная публикация в периферийном издании, сообщение в советской печати об убийстве Михоэлса сразу было замечено на Западе, и уже через четыре дня появилась заметка об этом в New York Times.

## Причины и значение
Причины, по которым аресту и судебному процессу Сталин предпочёл тайное убийство, обсуждаются политиками, учёными и исследователями.
Н. С. Хрущёв в своих воспоминаниях осуждал «бациллу антисемитизма» Сталина и считал причиной убийства Михоэлса расправу над ним за его деятельность по созданию еврейской автономии в Крыму. В частности, он писал:

А что сказать о жестокой расправе с заслуженными людьми, которые подняли вопрос о создании еврейской автономии в Крыму? Да, это было неправильное предложение. Но так жестоко расправиться с ними, как расправился Сталин? Он мог просто отказать, разъяснить людям, и этого оказалось бы достаточно. Нет, он физически уничтожил всех, кто активно поддерживал их документ. Только Жемчужина выжила каким-то чудом и отделалась долголетней высылкой. Безусловно, такая акция стала возможна только в результате внутренней деятельности бациллы антисемитизма, которая жила в мозгу Сталина. Произошла расправа с Михоэлсом, величайшим артистом еврейского театра, человеком большой культуры. Его зверски убили, убили тайно, а потом наградили его убийц и с честью похоронили их жертву: уму непостижимо! Изобразили, что он попал под грузовую автомашину, а он был подброшен под неё. Это было разыграно артистически. А кто сие сделал? Люди Берии и Абакумова по поручению Сталина.

Александр Борщаговский писал, что убийство Михоэлса было первым шагом в разгроме Еврейского антифашистского комитета: «Любой список жертв этого дела должен открываться его именем». Борщаговский и Жорес Медведев полагают, что инициатором убийства был Абакумов, а Сталин лишь пошёл навстречу его инициативе. При этом Медведев видит в убийстве Михоэлса один из этапов борьбы двух партийных кланов: с одной стороны Берии и Маленкова, с другой — Молотова и поддерживающих его Микояна, Кагановича и Андреева. По мнению Медведева, Михоэлс пал жертвой заговора, нацеленного против Молотова.
Яков Басин полагал, что причиной убийства стала деятельность Михоэлса по защите прав евреев в СССР, сопряжённая с его высоким авторитетом в стране и мире.
Геннадий Костырченко считает, что это решение Сталина было обусловлено не только усилением репрессий и его шпиономанией, но также стремлением обезглавить культурную элиту еврейского общества и нейтрализовать её влияние на массы. Костырченко опровергает бытующие среди некоторых исследователей мнения о том, что причинами убийствами могли быть лоббируемый Михоэлсом проект еврейской автономии в Крыму или выраженное им положительное отношение к созданию Израиля.
«Крымская версия» описывается в мемуарах генерала Судоплатова. По его мнению, проект создания еврейской автономии в Крыму был чуть ли не ключевым аспектом советско-американских послевоенных отношений, а с наступлением холодной войны Михоэлс стал жертвой смены политического курса. Однако, как пишет Костырченко, никакими документальным источниками версия Судоплатова не подтверждается.
Мнение, что убийство Михоэлса могло быть связано с его публичным мнением по поводу ситуации в Палестине, было озвучено в мемуарах его дочери. В завуалированном виде эту версию высказывали также Жорес Медведев и Джошуа Рубинштейн. Но Костырченко считает, что на тот момент эта позиция соответствовала официальной и потому не могла служить причиной для убийства.
Костырченко уверен, что «главной причиной … тайной расправы над Михоэлсом … стало послевоенное усиление государственного антисемитизма в стране, вызванное обострением холодной войны и личной юдофобией Сталина». Убийство Михоэлса стало прелюдией к антиеврейской кампании по «борьбе с космополитизмом», гонениям на еврейскую культуру и кадровым чисткам.
В контексте события упоминалось также, что смертная казнь в СССР с мая 1947 по начало 1950 года была отменена, поэтому в ходе официального судебного процесса Михоэлс быть приговорён к ней не мог.

## В истории и культуре
В 1990 году вышла книга братьев Вайнеров «Петля и камень в зелёной траве», по их словам, написанная в 1975—1977 годах, сюжет которой строится вокруг событий, связанных с убийством Михоэлса. В ней в качестве достоверной информации используется активно ходивший в Москве слух, в который, в частности, верила дочь Михоэлса, что расследование убийства на свой страх и риск предпринял известный следователь и писатель Лев Шейнин. Сам Шейнин, будучи арестованным 20 октября 1951 года по делу Делу Еврейского антифашистского комитета, на допросах решительно отрицал всякую причастность к разбирательству дела Михоэлса, называл утверждения об этом слухами, в качестве «алиби» используя факт, что в январе 1948 года был командирован в Казахстан и потому никак не мог быть в это время в Минске. Среди показаний против него были слова П. Д. Маркиша из допроса 28 марта 1949 года: «Михоэлс также говорил мне, что у Шейнина настоящая еврейская душа. Поэтому после похорон Михоэлса националисты возлагали большие надежды на Шейнина и распространяли слухи, что Шейнин сам проявил инициативу и с бригадой следователей на самолёте якобы залетел в Минск, где, как выражались некоторые, он сумеет размотать клубок загадочной смерти Михоэлса. Выезжал ли Шейнин в Белоруссию, мне не известно, но разговор об этом свидетельствует о том, что он сам был участником распространения таких слухов».
14 января 1995 года в передаче «До и после…», посвящённой 47-й годовщине гибели Соломона Михоэлса, автор и ведущий Владимир Молчанов сказал, что «акцией по уничтожению Михоэлса руководил генерал Лубянки Питовранов». Евгений Питовранов в 1948 году возглавлял управление контрразведки МГБ и был прямым начальником полковника Шубнякова. Молчанов утверждал, что документы, подтверждающие участие Питовранова, якобы имеются в архиве Reuters. Питовранов подал иск против телекомпании «Останкино» и Молчанова. В сентябре 1995 года состоялся судебный процесс, на котором Шубняков дал показания, что Питовранов не был никоим образом причастен к этому делу и не был информирован о роли Шубнякова до начала расследования убийства Берией в 1953 году. На суде Шубняков лгал о своей личной непричастности к убийству (якобы его задачей было исключительно «установление контактов с Голубовым в целях получения информации о настроениях и планах Михоэлса и передача её Огольцову и министру ГБ БССР Цанаве»). Шубняков умер в 1998 году, так и не раскаявшись в содеянном.
Российский писатель Виктор Левашов в 1998 году опубликовал политический триллер «Убийство Михоэлса». Геннадий Костырченко пишет, что фабула книги художественная и что все «политико-шпионские страсти» в ней опираются либо на собственные фантазии автора, либо на недостоверные мемуары генерала Судоплатова. Костырченко считает, что эта книга является попыткой перевернуть прошлое с ног на голову. Среди не заслуживающих доверия источников информации Костырченко упоминает также публицистику Вадима Кожинова и Юрия Мухина. Последний в своей шовинистической теории заговора, изложенной в книге «Убийство Сталина и Берия», утверждает, что все документы об убийстве были сфальсифицированы.
Вокруг гибели Михоэлса существовало и продолжает существовать большое количество слухов и домыслов. Так, до публикации в 2006 году данных архивного дела КГБ Беларуси о последних днях Михоэлса критик Борис Фрезинский утверждал, что 8 января вечером Михоэлс якобы встречался и даже остался ночевать у своего знакомого, командующего Белорусским военным округом генерала Сергея Трофименко.
Дача Цанавы, на территории которой произошло убийство, в 1990-х использовалась как детский сад, в середине 2000-х пострадала от пожара, и в итоге была снесена в начале июня 2011 года.
О смерти Михоэлса было написано несколько стихотворений. 16 января 1948 года в день похорон Михоэлса Перец Маркиш написал поэму «Михоэлс — неугасимый светильник», в которой были и такие строчки:
В продавленной груди клокочет крик упрямый:

— О Вечность! Я на твой поруганный порог

Иду зарубленный, убитый, бездыханный.
Зеев Бар-Селла и Майя Каганская полагают, что известное стихотворение Николая Заболоцкого «Журавли», также написанное в 1948 году, в аллегорической форме описывает гибель Михоэлса.
Юлиан Семёнов в своём романе «Отчаяние» кратко описывает убийство Михоэлса.